# Katsina (stato)
Katsina è uno dei 36 stati della Nigeria, situato nel nord della Nigeria con capitale la città omonima di Katsina. Fu creato nel 1987 da una parte dello stato di Kaduna.

## Suddivisioni
Lo stato di Katsina è suddiviso in 34 aree a governo locale (local government areas):
- Bakori
- Batagarawa
- Batsari
- Baure
- Bindawa
- Charanchi
- Dan Musa
- Dandume
- Danja
- Daura
- Dutsi
- Dutsin-Ma
- Faskari
- Funtua
- Ingawa
- Jibia
- Kafur
- Kaita
- Kankara
- Kankia
- Katsina
- Kurfi
- Kusada
- Mai'Adua
- Malumfashi
- Mani
- Mashi
- Matazu
- Musawa
- Rimi
- Sabuwa
- Safana
- Sandamu
- Zango